# Félix Marie Louis Jean Robiou
Félix Marie Louis Jean Robiou de la Tréhonnais (10. oktober 1818 i Rennes–30. januar 1894 i Paris) var en fransk historiker og orientalist.
Robiou var indtil 1864 lærer i historie ved lyceer i flere franske provinsbyer, medens ban samtidig studerede den gamle historie, særlig Østerlandenes oldtidshistorie efter kilderne. Han arbejdede sig blandt andet ind i den ægyptiske hieroglyfskrift og den assyriske kileskrift, tog 1852 doktorgraden es-lettres i Paris ved afhandlingerne: De l'influence du Stoïcisme à l'époque des Flaviens og Aegypti regimen sub Ptolemaeis; 1860 fik han af Académie des inscriptions hædrende omtale for sin Mémoire sur les connaissances des anciens dans la partie de l'Afrique comprise entre les Tropiques, fik 1870 af samme akademi 2. pris for sin Mémoire sur l'économie politique de l'Égypte des Lagides (udgivet 1876) og  blev 29. december 1882 korresponderende medlem af samme. I 1862 udgav han: Histoire ancienne des peuples d'Orient jusqu' aux guerres médiques, hvori han først af alle med held benyttede opdagelserne i Ægypten og Assyrien til at give et rigtigt billede af Orientens gamle historie. Robiou blev 1870 docent ved universitetet i Strassburg, en stilling, han mistede ved tabet af Alsace 1871. I 1874 blev han docent i historie ved fakultetet i Nancy, hvorfra han siden forflyttedes til Rennes som professor. I 1888 tog han sin afsked.